# Odonów

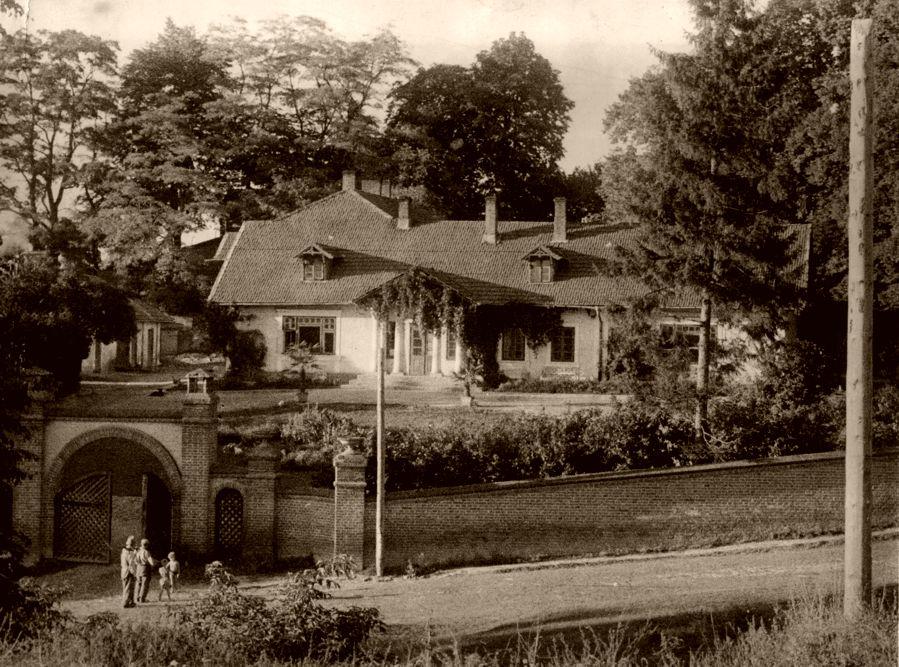
Dwór w Odonowie ok. r. 1943

Odonów – wieś w Polsce położona w województwie świętokrzyskim, w powiecie kazimierskim, w gminie Kazimierza Wielka.
| SIMC    | Nazwa      | Rodzaj    |
| ------- | ---------- | --------- |
| 0241979 | Kościejów  | część wsi |
| 0241985 | Peperówka  | część wsi |
| 0241991 | Stara Wieś | część wsi |

## Historia
W XV wieku własność Jana Bohuna z Dunosów (obecnie Donosy), sędziego krakowskiego; później przeszedł w ręce Stanisława Ligęzy z Gorzyc h. Półkozic (zm. w 1462 r.), kasztelana żarnowskiego i małogoskiego, potem własność jego syna, również Stanisława Ligęzy (zm. w 1497 r.), który w roku 1467 sprzedał Odonów za 700 grzywien Henrykowi z Mikołajowa. W XVI w. własność Mikołaj Ligęza (ok. 1530-1603)Mikołaja Ligęzy z Bobrku herbu Półkozic (ok. 1530–1603), starosty bieckiego i kasztelana wiślickiego.
Na przełomie XVIII i XIX wieku własność Mieroszewskich h. Ślepowron. W kościele pw. Podwyższenia Krzyża św. w Kazimierzy Wielkiej znajduje się tablica pamiątkowa z epitafium:
Jan i Marianna z Rusieckich Mieroszewscy
dziedzice wsi Odonowa
Emilii córce swey w kwiecie wieku
na dniu 13 września roku 1835 zmarłey,

kamień ten na znak nieukoionego żalu
polecaiąc ią modlitwom przechodnia położyli.
W roku 1835 własność Herszla Słomnickiego, od którego majątek nabył Stanisław Postawka h. Loewenstern, dziadek ostatniego właściciela. Odonów stał się siedzibą rodziny Postawków, ziemian i przemysłowców, wywodzących się z czeskiej rodziny Postawków von Loewenstern osiadłej w Polsce w XVIII wieku. Od 1840 r. Postawkowie legitymują się polskim szlachectwem. Od początku XIX wieku gospodarowali w swym majątku w Gabułtowie koło Kazimierzy Wielkiej, by w jego drugiej połowie przenieść się do dworu w Donosach. Dziedzic Donos, Stanisław Postawka kupił dla swoich synów pobliskie majątki – Chruszczynę i Odonów, ten ostatni wkrótce przejął rolę głównego gniazda rodzinnego.
Po reformie rolnej w roku 1945 dwór odonowski został zamieniony początkowo na szkołę, a po wybudowaniu nowych budynków szkoły na terenie dawnego dworskiego sadu, służył jako internat do roku 2002. XIX-wieczny park podworski został wpisany do rejestru zabytków nieruchomych (nr rej.: A.193 z 30.09.1959). W roku 2006 zaniedbany park wraz ze zrujnowanym dworem odkupili od Państwa spadkobiercy ostatniego właściciela, Franciszka Postawki.
Na terenie Odonowa zlokalizowany jest jeden z większych zakładów przemysłowych powiatu kaźmierskiego – Zakłady Ceramiczne Odonów. Cegielnia założona z początkiem XX wieku przez Stanisława Postawkę i rozbudowana przez jego syna Bronisława do roku 1945 funkcjonowała pod nazwą cegielnia „Lew”. Po II wojnie światowej znalazła się pod przymusowym zarządem państwa, później została upaństwowiona.
W latach 1975–1998 miejscowość administracyjnie należała do województwa kieleckiego.

## Edukacja
Ważną placówką oświatową dla całego powiatu kazimierskiego działającą w Odonowie od roku 1947 jest Zespół Szkół Zawodowych Odonów. W roku 2007 szkoła kształciła uczniów w trzech podstawowych profilach i wielu specjalnościach:
- Szkoła policealna
  - technik informatyk
  - technik administracji
  - technik prac biurowych
  - technik rachunkowości
- Liceum profilowane
  - zarządzanie informacją
- Technikum
  - technik ekonomista
  - technik hotelarstwa

Młodzież ucząca się w Zespole ma do dyspozycji 17 klasopracowni, dwie pracownie internetowe i multimedialne, pracownię techniki biurowej, bibliotekę z czytelnią, salę gimnastyczną z siłownią, Multimedialne Centrum Informacyjne, klub i sklepik prowadzony przez członków Spółdzielni Uczniowskiej oraz strzelnicę sportową.